# Василевс
Василевс (на старогръцки: βασιλεύς; на гръцки: βασιλιάς) е антична и средновековна титла, с която се обозначават микенските, архаичните, класическите и елинистическите владетели в Древна Гърция, както и монарха на Източната Римска империя след първата третина на VII в. Традиционно първата употреба на български се превежда като цар.
Женската форма е василисa (на старогръцки: βασίλισσα) и се използва за съпругата на даден владетел (цар); както и за управляващи царици. Такъв е случаят с императрица Ирина Атинянката (797-802 г.), която на монетите е обозначавана като василиса, но в официалните документи е титлувана в мъжки род василевс.
Титлата василевс е използвана през Античността в гръцките полиси. Носена също така от Филип II и Александър Македонски, по-късно е използвана и от диадохите. През Средновековието е носена от византийските императори. За пръв път тази титла официално е използвана от император Ираклий (610-641 г.) едва през 629 г. по случай победата му над персите, независимо от факта, че гръкоезичното население на империята от векове използва тази титла за обозначението на римския император. Преди тази дата римските императори на гръцки език са наричани също така и автократори.
Титлата василевс замества римските титли „император“ и „август“, както гръцкият език измества постепенно латинския като официален език в двореца, провинциалната администрация и войската, с което се финализира процесът на елинизация на Източната Римска империя.